# 橫山彰利
橫山彰利，日本男性動畫師、人物設計師、動畫演出家、動畫導演、編劇。

## 來歷
從東京設計師學院畢業後，他加入STUDIO GALLOP擔任動畫師。然後成為一名自由職業者。
1989年首次為《機動戰士SD鋼彈MK-III》擔任人物設定。曾擔任《無責任艦長》、《裝甲騎兵波德姆茲 榮耀的異端》、《機動戰士鋼彈第08MS小隊》及《星際牛仔》等作畫監督、原畫後，1999年以《∀鋼彈》（第6話）轉向演出。
此後，繼《帝皇戰紀》、《琉球武士瘋雲錄》、《電腦線圈》、《海馬》及《四疊半神話大系》的分鏡和演出後，2013年的《戀曲寫真》首次擔任導演。
2015年，他為內山守在日本動畫人展覽會上的原創作品《The 超人力霸王》擔任導演、編劇、分鏡。

## 參加作品

### 電視動畫

#### 導演、分鏡、演出參加作品
1999年
- ∀鋼彈（—2000年，分鏡、原畫、OP原畫）

2000年
- 機巧奇傳（—2001年，原畫、OP原畫、ED分鏡&演出&原畫）

2002年
- 翼神世音（分鏡、演出、作畫監督補佐、原畫）
- 帝皇戰紀（—2003年，分鏡、演出）

2003年
- WOLF'S RAIN（演出、原畫）
- 廢棄公主（分鏡、原畫）
- 鋼之鍊金術師（—2004年，分鏡）

2004年
- 十兵衛2 -西伯利亞柳生的逆襲-（分鏡）
- 鐵人28號 (2004年版)（分鏡、作畫監督、原畫、OP演出）
- 絢爛舞踏祭（分鏡）
- KURAU Phantom Memory（日语：KURAU Phantom Memory）（分鏡、原畫）
- 琉球武士瘋雲錄（分鏡、演出、原畫）

2005年
- 交響詩篇艾蕾卡7（—2006年，演出）

2006年
- 獸爪（日语：ケモノヅメ）（分鏡、演出、原畫）
- 天保異聞 妖奇士（—2007年，戰鬥設計、分鏡、演出、作畫監督、原畫、動畫）

2007年
- 電腦線圈（分鏡、演出）
- 天元突破 紅蓮螺巖（演出）
- 精靈守護者 （分鏡）

2008年
- 海馬（編劇、分鏡、演出、原畫）
- ONE OUTS（—2009年，分鏡、OP原畫）

2009年
- 火影忍者疾風傳（分鏡、演出、原畫）

2010年
- 四疊半神話大系（分鏡、演出、原畫）

2011年
- X戰警 (2011年動畫)（日语：エックスメン (2011年のアニメ)）（分鏡）
- 死囚樂園（分鏡、演出、原畫、OP原畫）
- 偶像大師（分鏡、演出、原畫）

2012年
- 魯邦三世 -名為峰不二子的女人-（分鏡）

2013年
- 戀曲寫真（導演、劇本統籌、編劇、分鏡、演出、原畫、OP分鏡&演出&原畫）
- 進擊的巨人（分鏡、演出、原畫、第二原畫）

2014年
- KILL la KILL（分鏡）
- 偽戀（分鏡）
- 少年好萊塢 -HOLLY STAGE FOR 49-（日语：少年ハリウッド）（分鏡、跳舞章節分鏡）
- 晨曦公主（分鏡、原畫）

2015年
- 幸腹塗鴉（分鏡）
- 偽戀:（分鏡）

2017年
- 巴哈姆特之怒 VIRGIN SOULS（分鏡）
- 帶著智慧型手機闖蕩異世界。（分鏡）

2018年
- 甜心戰士 Universe（導演、分鏡）

2019年
- 炎炎消防隊（分鏡）

2021年
- 月與萊卡與吸血公主（導演、分鏡、演出）

#### 動畫師參加作品
1984年
- 魯邦三世 PARTIII（日语：ルパン三世 PARTIII）（—1985年，動畫）

1985年
- 鄰家女孩（—1987年，動畫、動畫檢查）

1987年
- 陽光普照（—1988年，原畫）
- 動畫三劍客（日语：アニメ三銃士）（—1988年，原畫）

1988年
- 奇天烈大百科（原畫）

1989年
- 妙手小廚師（原畫）
- 亂馬½（原畫）
- 亂馬½ 熱鬥篇（原畫）

1991年
- 魔法公主 明琪桃子（日语：魔法のプリンセス ミンキーモモ）（原畫）

1992年
- 踢向明天（日语：あしたへフリーキック）（原畫）

1993年
- 無責任艦長（作畫監督、原畫）
- 小巫仙（原畫）
- 幽☆遊☆白書（原畫）
- 熱血最強（原畫）

1995年
- 新世紀福音戰士（—1996年，原畫）

1997年
- EAT-MAN（日语：EAT-MAN）（原畫）
- 城市獵人：再見我的甜心（原畫）

1998年
- 星際牛仔（原畫）
- Generator Gawl（日语：ジェネレイターガウル）（原畫）

2000年
- 時空母艦2000 怪盗閃亮超人（日语：タイムボカン2000 怪盗きらめきマン）（OP原畫）

2001年
- ANGELIC LAYER 天使領域（佈局作監、OP原畫）

2006年
- 獸王星（OP原畫）

### 電影動畫
1989年
- 動畫三劍客 阿拉米斯的冒險（日语：アニメ三銃士）（原畫）

1992年
- 勇者鬥惡龍：站起來!! 阿邦的使徒（原畫）

1998年
- 機動戰士鋼彈第08MS小隊：米拉的報告書（作畫監督）

2000年
- Escaflowne（作畫監督、原畫）

2001年
- 星際牛仔：天國之門（原畫）

2003年
- 翼神世音：多元變奏曲（作畫監督協力）

2006年
- （原畫）

2007年
- 劇場版 鐵人28號：白晝的殘月（分鏡協力）
- 琴之森（原畫）

2009年
- 夏日大作戰（原畫）
- 劇場版 火影忍者疾風傳：火意志的繼承者（分鏡、原畫）

2014年
- THE LAST -NARUTO THE MOVIE-（原畫）

2022年
- 四疊半時光機藍調（分鏡、演出）

### OVA
1986年
- 縣立地球防衛軍（日语：県立地球防衛軍）（動畫檢查）

1987年
- TO-Y（日语：TO-Y）（原畫）

1988年
- 吸血姬美夕（原畫）

1989年
- 冥王計劃傑歐萊馬（原畫）
- 機動戰士SD鋼彈MK-III（日语：機動戦士SDガンダム）（人物設定、作畫監督、原畫）

1990年
- 機動戰士SD鋼彈外傳（人物設定、作畫監督）
- 機動戰士SD鋼彈MK-IV（人物設定、作畫監督）
- 機動戰士SD鋼彈MK-V（人物設定、作畫監督、原畫）
- 冒險！伊庫薩3（原畫）

1991年
- 孔雀王3 櫻花豐穰（原畫）

1992年
- 機械巨神 -THE ANIMATION - 地球靜止之日（—1998年，原畫）

1994年
- 裝甲騎兵波德姆茲 榮耀的異端（作畫監督補、原畫）

1995年
- 沈默的艦隊（佈局作畫監督、原畫）

1996年
- 機動戰士鋼彈第08MS小隊（—1999年，作畫監督、佈局作畫監督、作監協力、原畫）

2007年
- 鴉 -KARAS-（原畫）

2012年
- 瑪麗莫之花 ～最強武鬥派小學生傳說～（日语：まりもの花 〜最強武闘派小学生伝説〜）（導演、原畫）

2014年
- 偽戀（分鏡）

### 遊戲
1999年
- 最终幻想VIII（2D Fluid Motion動畫）

2004年
- 光明之淚（OP分鏡、演出）

2005年
- 戰國BASARA（導演、分鏡、演出）

### 其它
2015年
- 日本動畫人展覽會「The 奧特曼（日语：ザ・ウルトラマン (漫画)）」（導演、編劇、分鏡、原畫）

2022年
- 新·奧特曼（分鏡）

## 相關項目
- 日本動畫師列表

## 外部連結
- 橫山彰利的X（前Twitter） （日語）